# ウィリアム・ベーネス
ウィリアム・ベーネス（William Behnes、1795年頃 – 1864年1月3日）は、ドイツ人の父親を持つイギリスの彫刻家である。1857年のインド大反乱で活躍したヘンリー・ハヴロック（Henry Havelock）将軍のモニュメントなどの作者として知られている。

## 略歴
ロンドンでドイツ人の楽器製作者の父親とイギリス人の母親の間に生まれた。 弟のヘンリー・ベーネス（Henry Behnes: c.1800-1837）も彫刻家になった。家族と1900年代の初めにダブリンに移り、ダブリンの美術学校で学んだ。
1813年にロンドンに戻り、ロイヤル・アカデミー・オブ・アーツの美術学校に入学した。はじめ絵画を学び、フランス生まれの彫刻家、ピーター・フランシス・シェヌー（Peter Francis Chenu: 1760-1834）から彫塑を学んだ。1815年から王立アカデミーに絵画のいくつかを出展し、その後の数年間に何度か金メダルを受章した。
1837年にビクトリア女王の宮廷彫刻家に任命された。弟子には、彫刻家のジョージ・フレデリック・ワッツやトーマス・ウールナー、ヘンリー・ウィークス（Henry Weekes）、博物学者のベンジャミン・ウォーターハウス・ホーキンズ、画家のジョージ・アドルファス・ストーリー（George Adolphus Storey）らがいた。
有力な人物の胸像の制作などで成功し、高い評価を得たが、アルコール依存や賭け事のために1861年にインド大反乱(セポイの乱）で活躍した陸軍の軍人ヘンリー・ハヴロック（Henry Havelock）将軍の像を制作した後、破産宣告を受けることになった。貧民街に移った後、1864年の元旦にポケットに3ペンスしか所有しない状況で下水道で意識不明の状態で発見され、1月3日にミドルセックスの病院で亡くなった。

## 作品

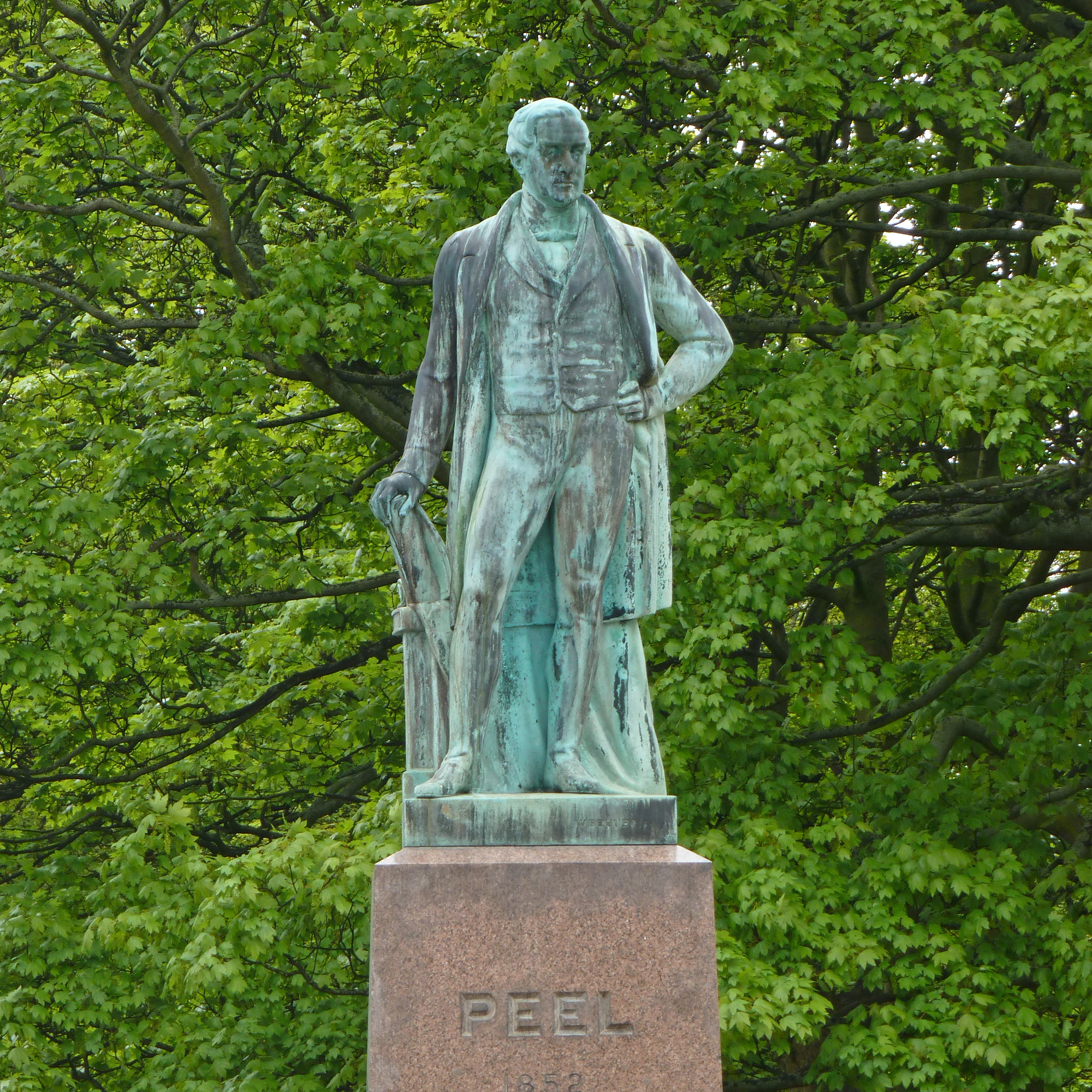
ロバート・ピール（首相）の像）(1852)
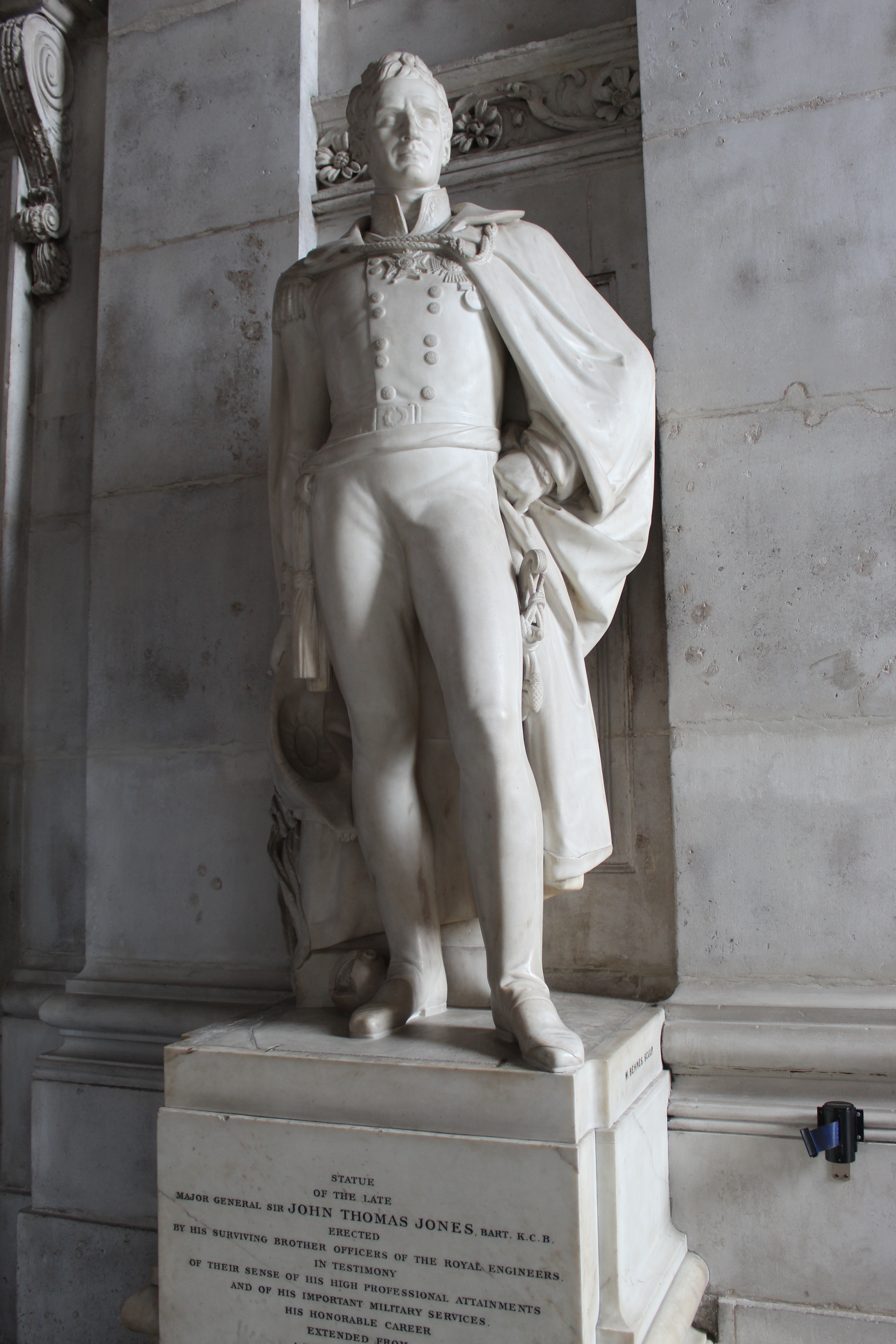
セントポール大聖堂のジョン・トマス・ジョーンズ（軍人）像
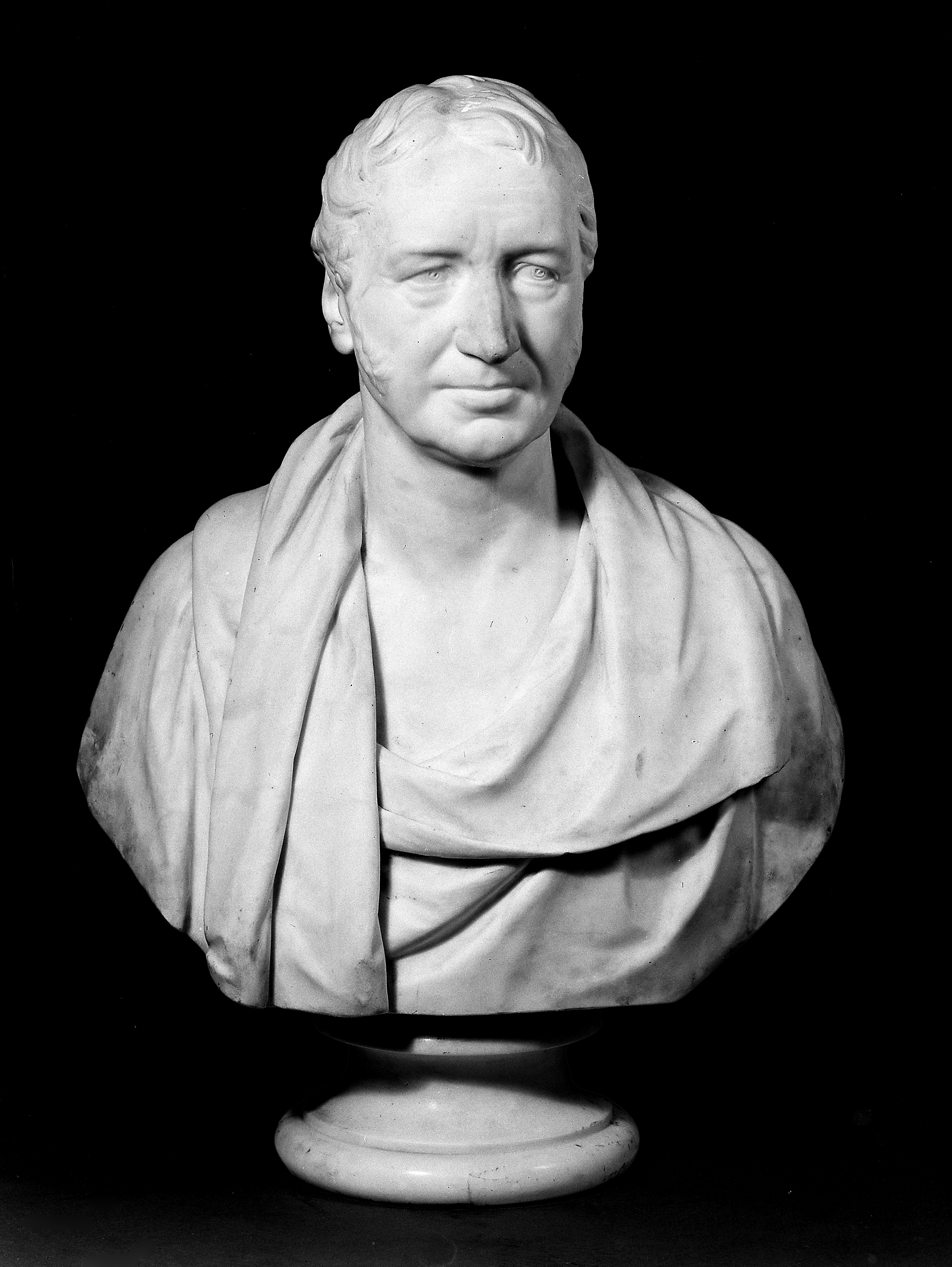
医学者Benjamin Collins Brodieの胸像
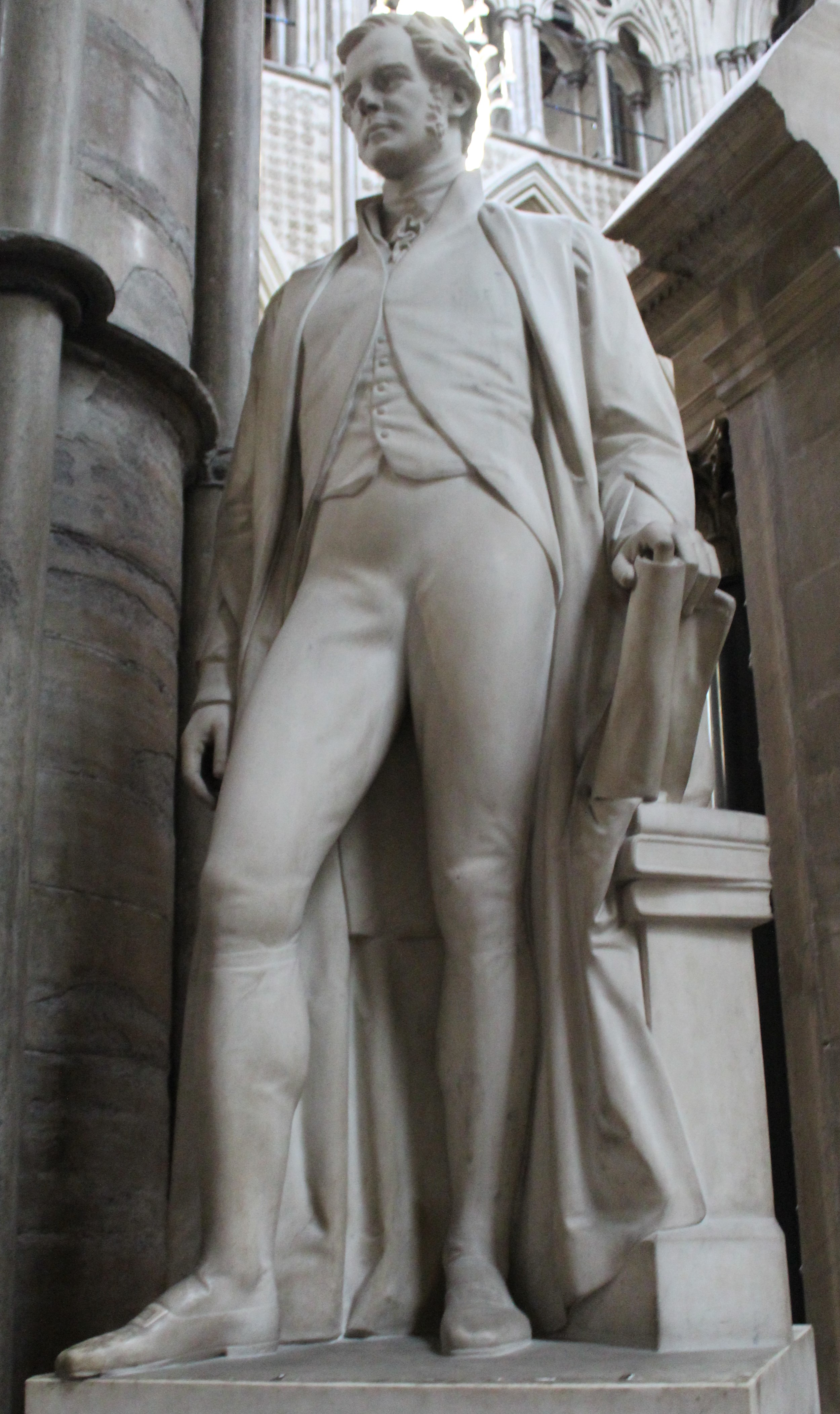
政治家 William Webb Follett像(1849)